# Espigão Alto do Iguaçu
Espigão Alto do Iguaçu is een gemeente in de Braziliaanse deelstaat Paraná. De gemeente telt 5.200 inwoners (schatting 2009).